# Streptanthus breweri
Streptanthus breweri är en korsblommig växtart som beskrevs av Asa Gray. Streptanthus breweri ingår i släktet Streptanthus och familjen korsblommiga växter. Inga underarter finns listade i Catalogue of Life.